# Jürgen Simon
Jürgen Simon (Gera, 10 gennaio 1938 – Quirla, 26 ottobre 2003) è stato un pistard tedesco.

## Palmarès

### Olimpiadi
- 1 medaglia:
  - 1 argento (Roma 1960 nel tandem[1])